# Campus de Moulins
 (mai 2022).
Le campus de Moulins est un centre pédagogique et universitaire qui comprend une bibliothèque, un département de l'IUT et une antenne de l'Institut national supérieur du professorat et de l'éducation (INSPé) de l'Université Clermont-Auvergne, un atelier Canopé et un restaurant. Il s'étend sur 11 725 m² (surface SHON).

## Situation
Le campus universitaire de Moulins est situé 28, rue des Geais, au nord de Moulins. Le campus appartient au département de l'Allier et fait l'objet d'une cogestion assurée par le département et l'Université Clermont Auvergne. 

## Historique

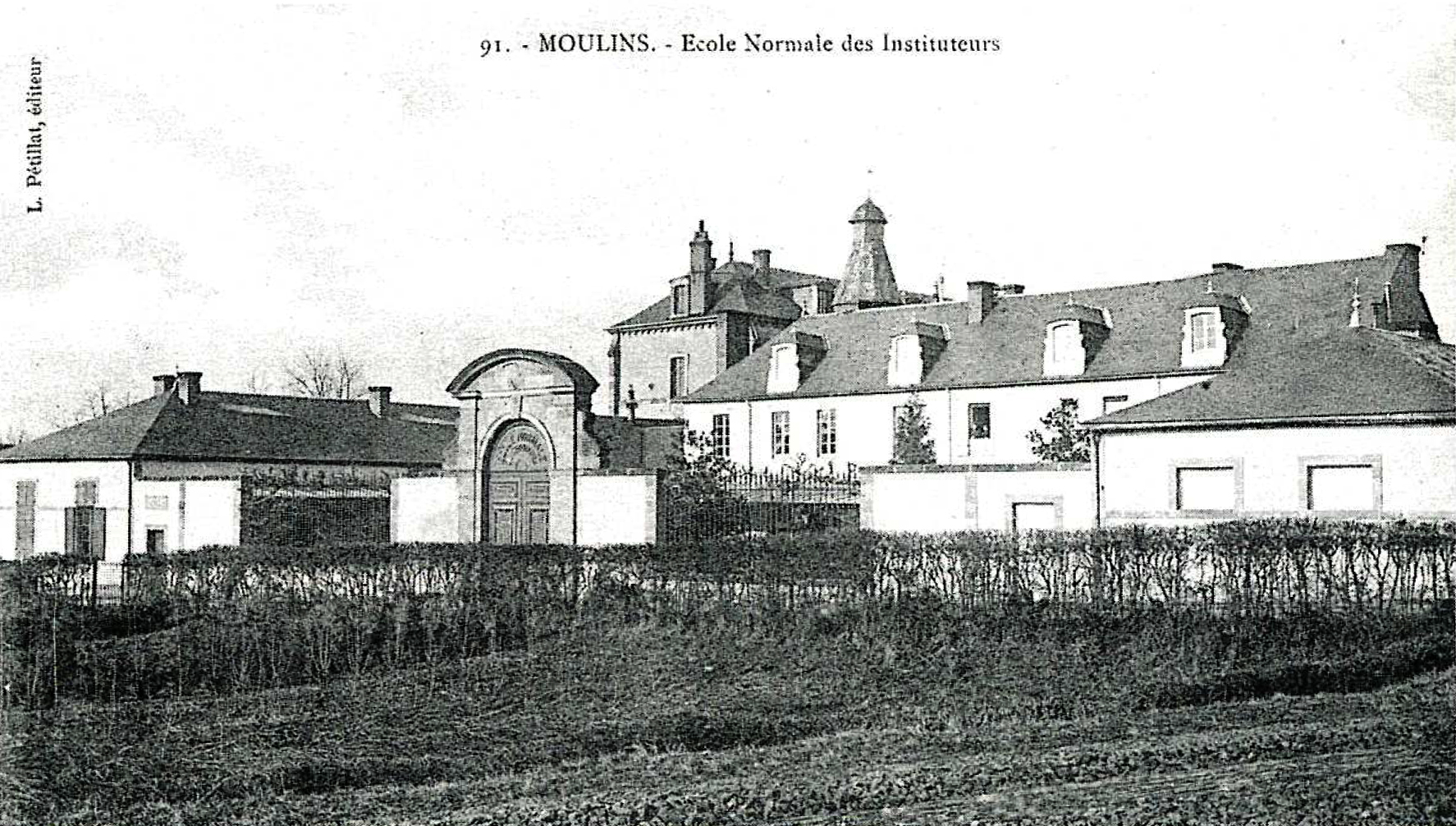
École normale d'instituteurs de Moulins (Allier).

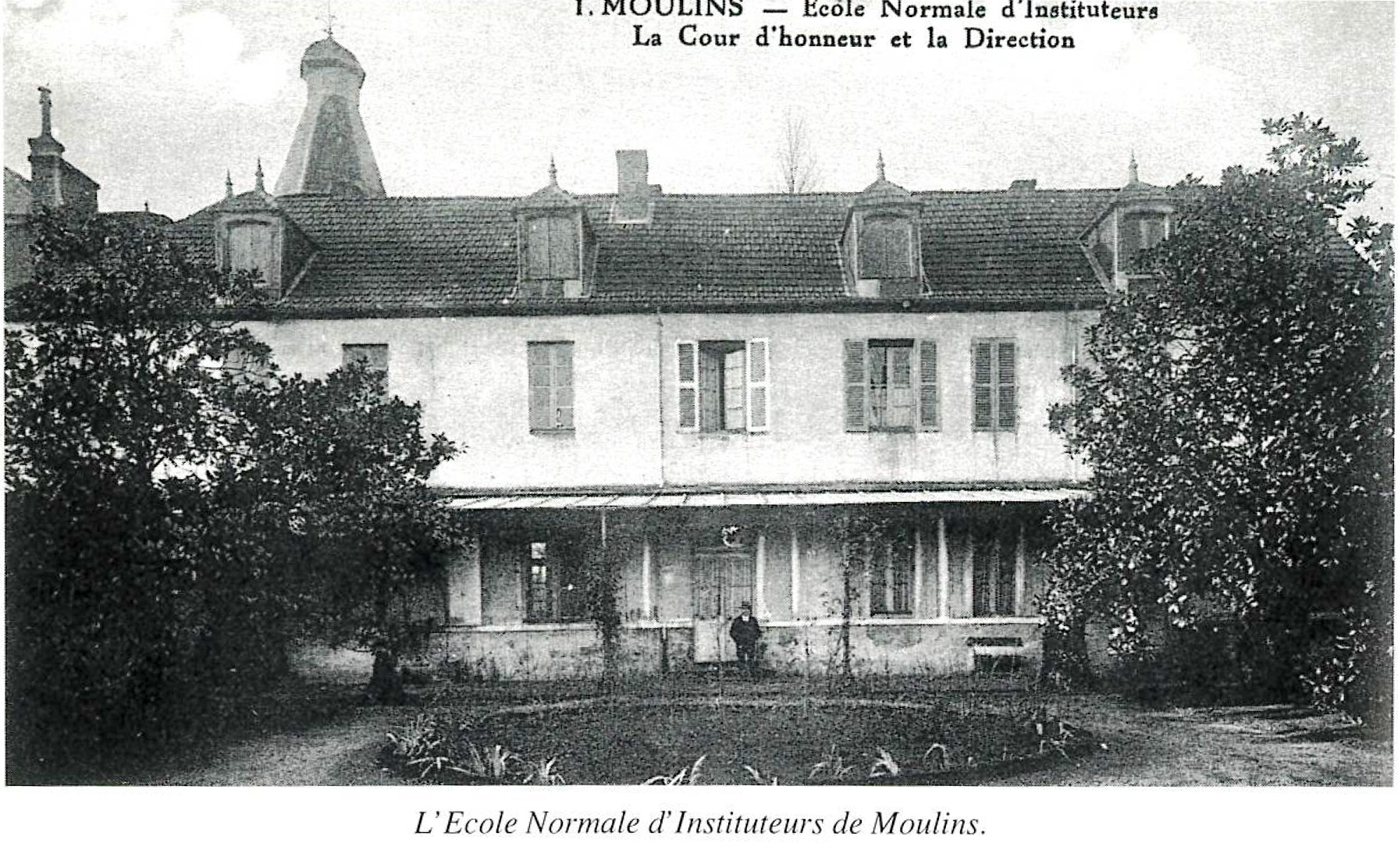
École normale d'instituteurs : cour d'honneur et direction.

Le site a une vocation pédagogique depuis 1882, date de construction de l’École normale d'instituteurs sur une parcelle d’environ 1,5 ha. 
Entre 1955 et 1960, le complexe a connu une restructuration. Entre 2000 et 2003, de nouveaux travaux ont changé la physionomie des lieux pour en faire un campus, avec la construction d’un amphithéâtre, d’une grande salle de 80 places et la restructuration complète d’une aile pour accueillir l’actuelle bibliothèque universitaire et Canopé. Les locaux ont été inaugurés une première fois en janvier 2002 et une seconde fois en décembre 2003. L’IUFM a souhaité développer son offre in situ, en implantant un groupe de doctorants du laboratoire Acté, à compter de la rentrée 2012. Dans la foulée, l’IUFM a ouvert une licence professionnelle sur la thématique de l’éducation à la santé à la rentrée 2014. Enfin, en septembre 2017, le département Techniques de commercialisation de l’IUT de l’Université Clermont Auvergne a rallié le campus. En septembre 2022, le parcours préparatoire au professorat des écoles, adossé à la Licence de l'éducation de l'INSPé Clermont-Auvergne a ouvert à Moulins, en partenariat avec le lycée Jean-Monnet.  

## Composantes et services
- INSPE
  - Licence Sciences de l’éducation, parcours préparatoire au professorat des écoles
  - Master MEEF, premier degré, parcours « Enseigner en France »
- IUT
  - Techniques de commercialisation
- Bibliothèque universitaire
- Canopé
- Services pour les étudiants
  - Restaurant
  - Sport (SUAPS)
  - Culture (SUC)
  - Infirmerie